# Retrato de joven (Botticelli, Londres)
Este Retrato de joven (en italiano Ritratto di giovane) que se conserva en la National Gallery de Londres es obra del pintor renacentista italiano Sandro Botticelli. Está datado en torno a 1483. Está realizado al temple sobre madera y mide 112 cm de alto y 157 cm de ancho. 
En sus retratos tardíos, Botticelli frecuentemente prescindió de paisajes o interiores como fondo; en lugar de ello, se concentró solamente en la persona que retrataba. Uno de sus más bellos retratos es este de un joven con una gorra roja, el único de sus retratos conocidos en que el protagonista está "de frente". Es cautivador debido a la presencia vívida y alerta del modelo, cuya juvenil informalidad ha conseguido captar el artista de manera magistral.
Hasta mediados del siglo XIX este retrato se atribuyó a Giorgione, Filippino Lippi o Masaccio. La identidad del retratado es desconocida.
Botticelli tiene otros Retratos de joven, uno de ellos en el Palacio Pitti de Florencia y otro en la Galería Nacional de Arte de Washington D. C..
- Datos: Q1760564
- Multimedia: Portrait of a young man by Sandro Botticelli (National Gallery, London) / Q1760564